# 馬蒂納斯·珀修斯
馬蒂納斯·珀修斯（1986年4月28日—），立陶宛籃球運動員，現在效力於土耳其籃球甲級聯賽球隊加拉塔薩雷籃球俱樂部。他也代表立陶宛國家籃球隊參賽。